# 小行星9186
小行星9186（英語：9186）是一颗围绕太阳公转的小行星。1991年9月7日，埃莉諾·赫琳在帕洛马山发现了此天体。
这颗小行星的绝对星等为74.80340等。